# Santa Cruz, California

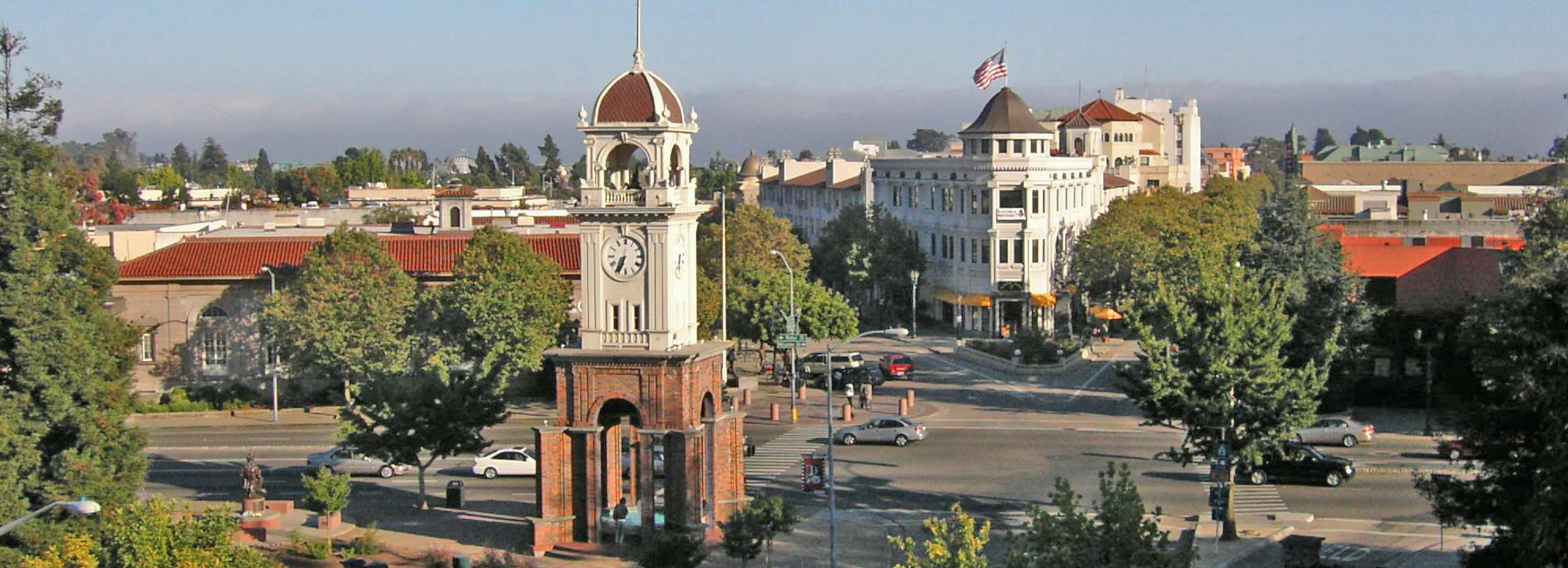
Trung tâm thành phố

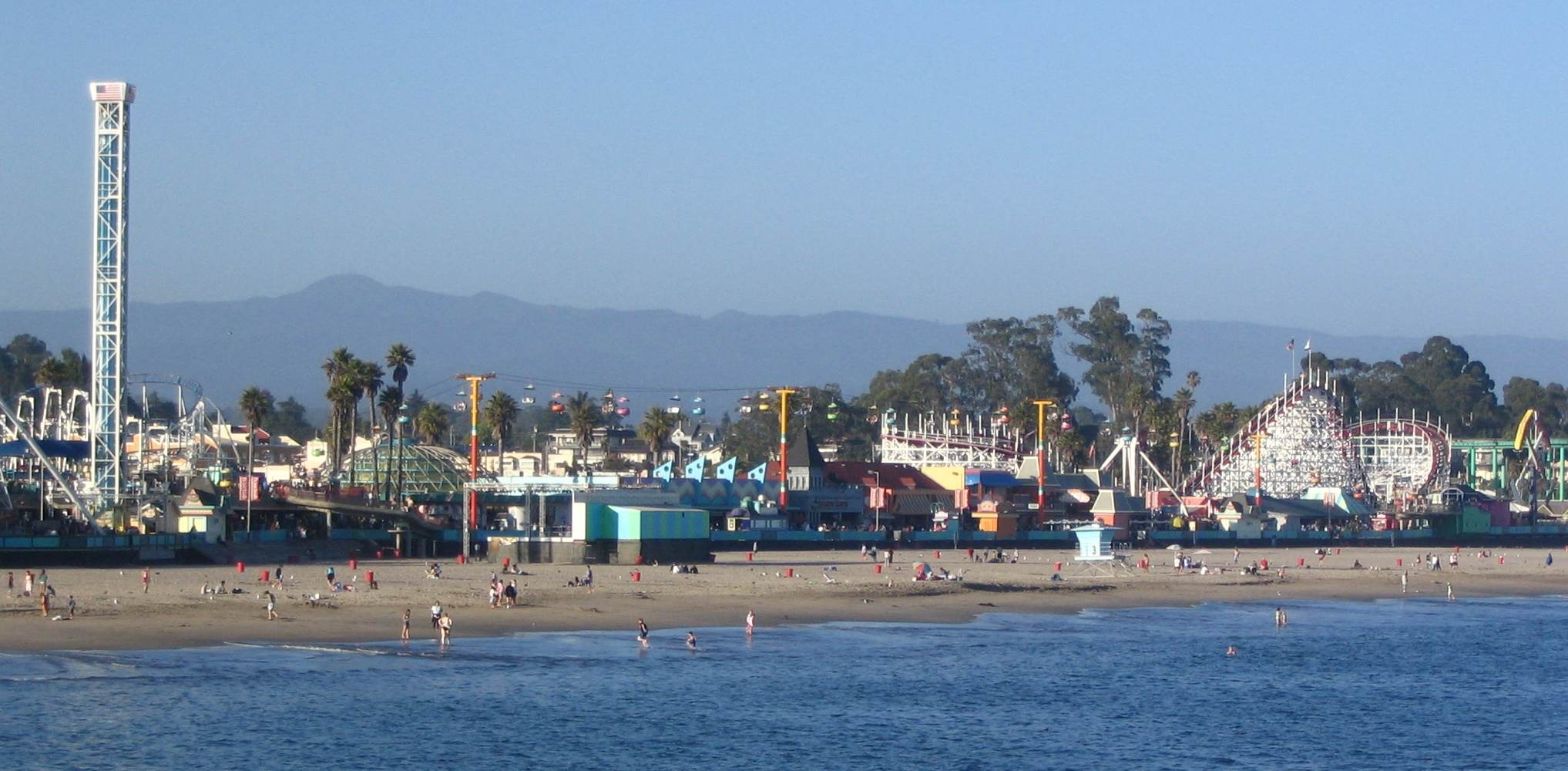
Bãi biển

Santa Cruz (phát âm là / kru ː sæntə z /) là quận lỵ và thành phố lớn nhất của quận cùng tên trong tiểu bang California của Hoa Kỳ. Theo ước tính điều tra dân số năm 2008, Santa Cruz có tổng dân số của 56.124 người. 2 Thành phố nằm trên bờ phía bắc của vịnh Monterey, khoảng 72 dặm (115 km) về phía nam San Francisco.
Địa điểm ngày nay là Santa Cruz được vị trí của một khu định cư người Mỹ bản địa từ thời cổ đại. Nó cũng là một trong những khu định cư sớm nhất của người Tây Ban Nha trong thời gian thăm dò của Alta California ở nửa sau của những năm 1700, trong đó có một phái đoàn California. Trong thời gian cuối những năm 1800, sau khi California trở thành một phần của Hoa Kỳ, Santa Cruz đã trở nên nổi tiếng khắp với những bãi biển hoang dã của nó và rừng gỗ đỏ ven biển, tự thiết lập mình thành khu vực nghỉ mát. Santa Cruz là bây giờ nổi tiếng với khí hậu ôn hòa của nó, vẻ đẹp tự nhiên, cơ sở giáo dục, lối sống cộng đồng riêng biệt, và thiên hướng xã hội tự do. Nó cũng là nơi có Đại học California tại Santa Cruz.